# Compromis des Nobles

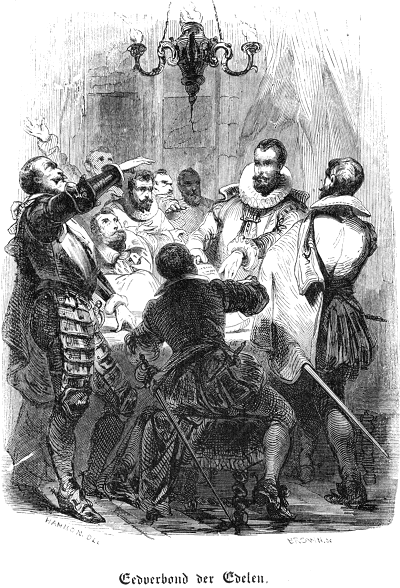
Illustration de l'article sur le Compromis des Nobles, dans l'Histoire de la Belgique de Hendrik Conscience, dans une édition de 1859.

Le Compromis des Nobles (en néerlandais : Eedverbond der Edelen) est un texte politique publié en avril 1566 à Bruxelles, capitale des Pays-Bas (qui s'étendent alors depuis l'Artois au sud jusqu'à la Frise au nord), au début du règne de Philippe II, souverain des dix-sept Provinces des Pays-Bas, et par ailleurs roi d'Espagne. Il s'agit de l'expression des exigences d'une partie importante de la noblesse néerlandaise, exigences relatives à diverses ordonnances de Philippe II, notamment celles concernant la répression du protestantisme.
Le 5 avril 1566, ce texte est présenté comme une pétition à Marguerite de Parme (1522-1586), régente des Pays-Bas, qui la transmet au roi d'Espagne. La réponse négative de Philippe dans la dernière de ses Lettres de Ségovie transforme le mouvement politique en une révolte, dite révolte des Gueux, à l'origine de l'insurrection des Pays-Bas qui commence en 1568 et s'achève en 1648, d'où son nom rétrospectif de guerre de Quatre-Vingts Ans.

## Contexte

### Les Pays-Bas de Charles Quint
Charles de Habsbourg (1500-1558) devient en 1516 souverain des Pays-Bas bourguignons, qui lui viennent de sa grand-mère Marie de Bourgogne, fille de Charles le Téméraire. Il devient la même année roi de Castille et roi d'Aragon en tant que petit-fils des Rois catholiques, et en 1519, chef de la maison de Habsbourg en tant que petit-fils de Maximilien d'Autriche, à qui il succède sur le trône impérial en se faisant élire en 1520 (Charles Quint est son nom d'empereur).
Au cours de son règne, Charles étend son pouvoir à dix-sept des provinces des Pays-Bas, qui sont des fiefs du Saint-Empire romain germanique : le duché de Brabant, le comté de Flandre, le comté de Hollande, le duché de Luxembourg, etc. Par la Pragmatique Sanction de 1549, il les dote d'un statut particulier au sein de l'Empire, dans le cadre du cercle de Bourgogne. Il développe aussi des institutions centralisées, notamment le Conseil d'État, les chambres des comptes et le grand conseil de Malines (tribunal suprême).
En 1555, décidant de renoncer à ses pouvoirs, il scinde son héritage entre son fils Philippe (1527-1598), qui reçoit les Pays-Bas et le comté de Bourgogne (1555), puis l'Espagne (1556), et son frère Ferdinand (1503-1564), qui reçoit les possessions de la maison de Habsbourg, puis est élu empereur.

### Les premières années de Philippe II
Le début du règne de Philippe II est marqué par la fin de la onzième guerre d'Italie, avec le traité du Cateau-Cambrésis (1559). Décidant alors de rentrer en Espagne, il fait appel à sa demi-sœur Marguerite de Parme, née en 1522 à Audenarde et élevée à Bruxelles, pour diriger le gouvernement des Pays-Bas (avec le titre de « gouvernante et régente »). Il lui laisse aussi trois conseillers dévoués : le cardinal de Granvelle, un Comtois, et deux Néerlandais : Viglius van Aytta et Charles de Berlaymont.
En 1560, une réforme des évêchés donne aux Pays-Bas leur autonomie religieuse : ils sont désormais répartis en dix-huit diocèses, dont trois archidiocèses (Cambrai, Utrecht et Malines), ce dernier étant siège primatial.
Mais dans les années de paix qui suivent la paix avec la France, les relations entre Philippe II et ses sujets néerlandais, en particulier les nobles, dont beaucoup se trouvent démobilisés, se tendent autour de deux problèmes majeurs : la question des institutions des Pays-Bas ; la question du statut du protestantisme, présent aux Pays-Bas depuis les débuts de la Réforme luthérienne, et qui se développe considérablement dans les années 1550-1560 sous la forme du calvinisme.

### La question institutionnelle
Sur le plan constitutionnel, tout d'abord, la question centrale est celle du modèle politique : absolutisme royal ou collaboration avec les élites ? 
Marguerite de Parme doit en toutes choses en référer au roi, elle ne dispose pas de la liberté de ses deux devancières[réf. nécessaire], Marguerite d'Autriche, tante de Charles Quint, de 1506 à 1530) et Marie de Hongrie, sœur de Charles Quint, de 1530 à 1555).
Elle s'appuie sur les institutions établies par Charles Quint, en particulier les trois conseils collatéraux : conseil d'État, conseil privé, conseil des finances. Ces deux derniers sont des conseils techniques où dominent les juristes et les financiers[pas clair].
Le conseil d'État, en revanche, traite des questions de politique générale et compte parmi ses membres des représentants des grands lignages néerlandais : le prince Guillaume d'Orange, le comte Lamoral d'Egmont, Philippe de Montmorency, comte de Hornes, Philippe de Cröy, duc d'Arschot, Antoine de Lalaing (nl), comte de Hoogstraten. La haute noblesse trouve son compte dans ce système qui lui permet de participer aux affaires, sur le modèle médiéval (féodal) d'une noblesse conseillant le prince et prenant part à ses décisions.
La haute noblesse détient aussi les postes de stathouder (littéralement « lieutenant (du prince) »), c'est-à-dire de gouverneur de province : Guillaume d'Orange est stathouder de Hollande et de Zélande, Charles de Berlaymont stathouder de Namur, etc.
Les nobles de rang inférieur, en revanche, sont exclus du gouvernement, tout comme les bourgeois et le peuple. Les petits nobles doivent se contenter de fonctions locales, simplement chargés d'appliquer la politique royale sans la discuter[réf. nécessaire]. Ils sont cependant représentés dans les États provinciaux.
À l'occasion sont réunis les États généraux, organisme composé des délégués des trois états de chaque province. Depuis le début du XVIe siècle, ces États généraux s'étaient quelque peu transformés en une tribune politique[réf. nécessaire], mais leur rôle premier reste la négociation des subsides exceptionnels demandés par le souverain. Pour éviter l'épreuve de force, Marguerite de Parme évite le plus possible de les convoquer[pas clair].
En ce qui concerne les villes, qui à la fin du Moyen Âge, disposaient d'une large autonomie assurée par les chartes de franchise et aux privilèges obtenus au cours du temps, le règne de Charles Quint a été marqué par la limitation de cette autonomie, processus dont l'exemple emblématique est la répression de la révolte de Gand de 1539. Néanmoins, les municipalités conservent un rôle important dans l'administration de la justice.

### La question religieuse
Comme Charles Quint, Philippe est un défenseur de la foi et de l'Église catholiques. C'est à contrecœur qu'en septembre 1555, Charles a dû accepter en tant qu'empereur, après trente ans de guerres, la paix d'Augsbourg, qui permet à chaque prince de l'empire de choisir la confession de sa principauté (catholique ou luthérienne).
À cette date, l'Espagne est, selon une expression d'époque, « saine d'hérésie », mais il n'en va pas de même des Pays-Bas, situés entre deux pays (la France et l'empire) où le protestantisme est très présent. Ils connaissent même une forte poussée du calvinisme, particulièrement dans les comtés de Flandre et de Hainaut, où les artisans de l'industrie textile adoptent souvent le calvinisme.
Poursuivant la politique répressive de son père, Philippe confirme d'anciennes ordonnances (dites « placards ») et en promulgue de nouvelles, qui rendent l'hérésie passible de la peine capitale. Ces placards restent dans un premier temps lettre morte. Les autorités locales les appliquent avec modération, voire pas du tout. D'une façon générale, les Néerlandais, y compris des catholiques, sont opposés à la répression à outrance, parce qu'elle signifie une limitation de l'autonomie politique et parce qu'ils sont, sous l'influence du courant érasmien, partisans de la liberté de conscience religieuse (c'est notamment le point de vue de Guillaume d'Orange, encore catholique à ce moment) ; certains acceptent même l'idée d'une certaine liberté de culte, comme cela se passe en France avec le premier édit de pacification (1562).
Une des craintes est la mise en place d'un système d'Inquisition à l'espagnole. De ce point de vue, la multiplication des diocèses en 1560 peut apparaître comme un premier pas, les évêques étant dotés de pouvoirs judiciaires.
Pour les tenants de l'autorité royale et les catholiques les plus intransigeants, il était évident que la clémence des juges était en cause. Les élites locales, en revanche, catholiques modérés comme protestants, trouvaient la législation trop dure. La sévérité des placards était la cause de fantasmes qui nourrissaient une opposition grandissante parmi la population; les rumeurs d'établissement d'une Inquisition sur le modèle espagnol allaient bon train. En outre, les placards apparaissaient comme une atteinte aux privilèges et libertés constitutionnels des autorités locales, comme le Jus de non evocando (droit d'être jugé en dernière instance par les juridictions ordinaires), inscrit dans le serment de Joyeuse Entrée des ducs de Brabant, pour ne citer que le cas le plus éminent.

## Prélude: la crise politique de 1564-1565
Pour ces raisons, les autorités locales, y compris le Conseil d'État, protestent par la voie légale contre ces placards et la manière dont ils devaient être appliqués à partir de 1564. Toutefois, ces protestations sont systématiquement ignorées par Philippe II.
Au sein du conseil d'État, trois membres manifestent particulièrement leur opposition : Guillaume d'Orange, Lamoral d'Egmont et Philippe de Montmorency, qui ont tous trois participé à la guerre contre la France sous Charles Quint puis sous Philippe II. Considérant Philippe comme leur « prince naturel », ils se tournent contre les conseillers les plus légitimistes, en particulier le cardinal de Granvelle, qui de plus est un étranger. Menaçant de se retirer du conseil d'État, ils obtiennent en mars 1564 le rappel de Granvelle, qui est contraint de regagner le comté de Bourgogne.
Le comte d'Egmont est ensuite envoyé en Espagne afin de plaider en faveur d'un adoucissement des ordonnances. Philippe II lui donne une réponse évasive, mais qui parait acceptable à l'ambassadeur. Mais le roi précise sa pensée dans les courriers qu'il adresse à la régente en octobre 1565, les Lettres de Ségovie, dans lesquelles il refuse tout recul dans l'application des placards.

## Le compromis des Nobles

Brederode présente une Requête à Marguerite de Parme au nom de tous les Coniurez. Dans l'ouvrage de Famien Strada, Histoire de la guerre des Païs-Bas, tome 1, p. 287.

### Élaboration du texte (décembre 1565)
En décembre 1565, des membres de la moyenne noblesse se réunissent à Bruxelles chez le comte Floris de Culembourg. Ils mettent au point une pétition contre l'application stricte des placards.
Probablement préparée par Philippe de Marnix de Sainte-Aldegonde, elle est signée en premier lieu par Henri de Brederode, par Louis de Nassau, frère de Guillaume d'Orange et par le comte Charles de Mansfeld. La pétition est ensuite largement diffusée dans le pays et recueille un grand nombre de signatures.
Dans cette pétition, les signataires, tout en affirmant qu'ils sont de loyaux sujets du roi, demandent à sa Majesté de suspendre l'Inquisition et l'application des placards contre l'hérésie. Ils demandent aussi la convocation des États généraux afin qu'une « meilleure législation » soit débattue sur le sujet.

### Attitude de la haute noblesse
La haute noblesse est dans un premier temps réservée. Guillaume d'Orange, mis au courant par son frère Louis, est plutôt hostile à cette démarche.
Cependant le 24 janvier 1566, il adresse à Marguerite de Parme une lettre (non sollicitée) dans laquelle il donne son avis sur la politique religieuse en cours. Il indique qu'une certaine modération dans les placards serait opportune, compte tenu notamment des tolérances accordées dans les pays voisins, comme la France. Il signale également que les troubles dus à la famine qui frappe les provinces, pourraient se trouver renforcés par cette application des placards. Enfin, il menace de démissionner si sa lettre n'a aucune suite.

### Présentation de la pétition à Marguerite de Parme (5 avril 1566)
Les meneurs de l'alliance se réunissent à Bréda en février 1566, puis à Hoogstraten, afin de trouver une manière de présenter la pétition acceptable par le gouvernement (Compromis de Bréda).
Le 5 avril 1566, une procession de plus de 200 signataires de la pétition traverse Bruxelles avant d'arriver à la cour de la régente afin de la lui remettre. Une petite délégation est reçue par la régente, rendue nerveuse par cet événement. Là, Brederode lui lit à voix haute la pétition.
Après cela, lors d'une réunion entre la régente et le Conseil d'État, le prince d'Orange tente de la calmer, tandis que Charles de Berlaymont aurait fait remarquer que les pétitionnaires n'étaient que des « gueux » (coquins au sens ancien du terme), ne méritant que de se faire rosser, et que la Régente ne devait en aucun cas s'inquiéter de cette affaire.

## Suites immédiates

### Le banquet des Gueux (6 avril)
Le lendemain soir, les pétitionnaires sont conviés par Henri de Brederode à un banquet à l'hôtel de Culembourg, où ils viennent vêtus comme des pauvres avec la devise « gueux jusqu'à la besace ».

Le parti des opposants adopte le nom de « gueux » qui deviendra systématique après le début de l'insurrection (les marins au service de l'insurrection seront les « Gueux de mer »).

### La deuxième pétition (8 avril)
Suivant l'avis des membres modérés du Conseil d'État, dont Guillaume d'Orange, Marguerite de Parme répond qu'elle va faire suivre la pétition à Philippe II, en soutenant les demandes qui y sont faites.

Le 8 avril, Brederode amène une pétition complémentaire  selon laquelle les signataires s'engagent à attendre paisiblement le temps que le courrier de la régente arrive en Espagne et que la réponse de Philippe revienne, sachant qu'une lettre met entre deux et trois semaines pour aller des Pays-Bas en Espagne. Cette pétition demande aussi que l'application des ordonnances incriminées soit suspendue.

## Le déclenchement de la crise iconoclaste (août 1566)
Philippe donne une réponse tardive, par laquelle il rejette toutes les demandes.
Mais entretemps, le gouvernement perd le contrôle de la situation. Profitant de cette période d'attente, un grand nombre de protestants rentrent d'exil et d'autres sortent de la clandestinité. Les calvinistes commencent à tenir des séances de prière en plein air hors les murs des principales villes des provinces. Ces sermons publics, quoique d'abord pacifiques, inquiètent les autorités.
En août 1566, dans les faubourgs industriels sinistrés de Steenvoorde, une série d'attaques a lieu contre les biens de l'Église catholique, notamment la statuaire sacrée, cible de choix de certains calvinistes radicaux catégoriquement opposés aux représentations, qu'ils considèrent comme de l'idolâtrie, contrevenant au deuxième commandement.
Bientôt, la furie iconoclaste se propage dans une bonne partie du pays, générant une première guerre civile, dont le sommet est l'occupation de Valenciennes par les calvinistes et la reprise de la ville par les Espagnols.
Bien que le gouvernement réussisse en 1567 à mater ce mouvement, qui d'ailleurs débordait très largement les objectifs du Compromis, Philippe II envoie aux Pays-Bas le duc d'Albe (août 1567), dont une des premières décisions est l'instauration du Conseil des troubles. Sa politique a pour résultat de déclencher une véritable insurrection qui marque le début de la Révolte des Gueux, puis de la guerre de Quatre-Vingts Ans.

## Signataires du Compromis des Nobles
Il n'existe aucune source directe d'époque reprenant la liste complète des signataires du Compromis des nobles. En revanche, il existe différentes sources, principalement des jugements prononcés par le Conseil des troubles, qui mentionnent le nom de signataires du Compromis. La présente liste[réf. nécessaire] est une liste parmi d'autres. Les personnes marquées par (*) ne figurent pas (sous ce nom là) sur la liste critique de 549 noms établie par G. Bonnevie-Noël.
1. Adolf van der Aa (?-1568)
2. Gerard van der Aa, seigneur de Rozendaal (1541-1600)
3. Philips van der Aa, seigneur de Schiplaken (?-ca 1587)
4. Edo van Abbema
5. Philip d’Aelst – Filips van Aalst / van Aelst aka Waterles of Waterlois (décapité le 1° juin 1568 à Bruxelles)
6. Pieter d’Aelst / van Aelst/ van Aalst aka Waterles of Waterlois (décapité le 1° juin 1568 à Bruxelles)
7. Cosmo delli Affaytadi, baron de Ghistelles ( -1588)
8. Alef van Aggema
9. Hendrik Albertsz
10. Hugo van Alkemade
11. Josua van Alveringen, seigneur de Hofwegen
12. Samuel van Alveringen, seigneur de Hofwegen
13. N.N. Andegonde (*)
14. Pierre d’Andelot, seigneur de Florey ( -1568)
15. Gosse van Andringa
16. Tjeerd van Andringa
17. Everard Arckens, alias Everard Arckenius
18. Conrad d’Argenteau, seigneur de Ligny (c1525-1609)
19. Jean d’Argenteau, seigneur d’Ochin (c1538-1593)
20. Karel van Arkel, seigneur de Waardenburg ( -1580) (*)
21. Otto van Arkel, seigneur de Heukelom (1540-1567)
22. Nicolaus van Assendelft, seigneur d’ Assendelft (c1514-c1570)
23. Cornelis van Assendelft, seigneur de Goudriaan (1540-1600)
24. Pauwels van Assendelft, seigneur de Besoyen (c1537-c1593)
25. Pierre d’Assignies
26. Anthony d’Aubermont
27. Jean d’Ausque, seigneur de Lamotte
28. Pieter van Aylva
29. Watze van Aylv
30. Wybrand van Aylva
31. Focke van Aysm (*)
32. Hessel van Aysma
33. Sybolt van Aysma
34. Philippe de Bailleul, seigneur de Bailleul lez Cornuailles
35. N.N. Baillonville
36. Aernt Barck (*)
37. Baronnius (*)
38. Artus van Batson, alias de Boudechon (décapité en 1568))
39. Jean de Baudrenghien
40. N.N. del Bay
41. Leonard Benoyt, alias de Waal
42. N.N. Bentgy
43. Hendrick Sandersz Bentinck, drost van Culemborg (1519-1592)
44. W. Berck (*)
45. H. Berendreght
46. Comte Henri van den Berg (*)
47. Guillaume IV van den Bergh, comte de Berghes (1537 – 1586)
48. Adrien de Berghes Saint Winoch, seigneur d’Olhain
49. N.N. Berinel (Bermel)
50. Willem van Berlo, seigneur de Berlo
51. N.N. Bernan (Bernau) (*)
52. N.N. Bienques (*)
53. Lodewijk van den Binkhorst ( -1582), seigneur (ambachtsheer) de ’s Gravezande
54. Michel du Blioul
55. Blondin Blondel (*)
56. Jean de Blois, dit Treslong
57. Maximiliaan van Bloys, dit de Cocq van Neerijnen ( -1568)
58. Robbrecht van Bloys, dit de Cocq van Neerijnen (*)
59. Guillaume de Blois de Treslong, seigneur de Gijssenoord (1529 – 1594)
60. Jan van Blommendael
61. Daniel de Boetzelaer, seigneur de Merwede (ca. 1525 – 1591)
62. Floris de Boetzelaer en Asperen (seigneur de Langerak?) (ca. 1520 – ca. 1575)
63. Otto Otto Boetzelaer (ca. 1530 – 1568)
64. Rutger de Boetzelaer (nl), seigneur de Carnisse (1534 – 1604)
65. Wessel de Boetzelaer (nl)(1500 – 1575)
66. Charles de Boisot (nl) (ca. 1530 – 1575)
67. Jean Bonga (Frise)
68. Guillaume Bonga (Willem Bonga/Willem van Buma)
69. Bernard van den Bongaert
70. Jean van den Bongardt
71. Jean de Bonnot, seigneur de Cormaillon[17],[18]
72. Epo van Bootsma (*)
73. Antoine de Bosch
74. Julius van Botina (van Bottinga)
75. Syds van Botina
76. Adolphe de Boubais, seigneur d’Anbain (*)
77. N.N. Bocholt
78. Hans Paul van Boullandt, seigneur de Fischbach (*)
79. Thierry de Bouton, seigneur de Melin
80. Hoyte Bouwema
81. Oudard de Bournonville, seigneur de Capres (1533-1585)
82. Dirk van Brakel
83. Jean van Braeckel
84. W. van Braele
85. Pierre de Brandebourg, seigneur de Château-Thierry ( -1576)
86. Antoine de Brecht
87. Géry de Brecht
88. Jean de Brecht
89. Artus de Brederode (c1530-1592) (*)
90. Henri de Brederode, seigneur de Brederode et de Vianen (1531-1568), dit le "Grand Gueux"
91. Lancelot de Brederode (nl)  (décapité en 1573)
92. Philippe de Bresille
93. M. de Breton (*)
94. Michel de Broddart
95. Charles de Bronkhorst-Batenburg, seigneur de Barendrecht ( -1580)
96. Dirk de Bronkhorst-Batenburg (nl)(décapité en 1568) (*)
97. Gijsbert van Bronkhorst-Batenburg (nl) (décapité en 1568)
98. Guillaume de Bronkhorst
99. Joost de Bronckhorst-Batenburg, seigneur de Niedermörmter et Hönnepel ( -c1599)
100. Louis de Bronkhorst
101. Nicolas de Bronkhorst
102. N.N. de Brouckerygny (*)
103. Constantin de Brunselle
104. Hotzo van Buma (Frise)
105. Willem van Buma (Frise) (Willem van Bonga?)
106. Gemme van Burmania (nl)(c1524-1602)
107. Upco van Burmania (c1538-1615)
108. Hendrik de Buyle (*)
109. Jean de Bylandt
110. Pieter van Camminga
111. Foppe van Camstra
112. Jacques van der Cappellen
113. Louis Carlier (mort le 13 juin 1568)
114. Jean de Casembroot, seigneur de Bakkerzeel (c1525-décapité en 1568)
115. Jacques Catz
116. Palamèdes de Châlon (c1540- )
117. N.N. Champrons
118. Jean des Champs (*)
119. J. André Cicogna
120. Robert de Cocq de Neerijnen
121. Wouter Cockillaen
122. Christian de Coene, seigneur de Zegenwerp (c1541-1603)
123. Cornelis Cornelisz
124. N.N. Le Coroye
125. Jan van Cortenbach, seigneur de Helmond (c1537-1577) (*)
126. Maximilien de Cottereau, seigneur de Glabbeke (Clabecq) (-1588)
127. Jacques de Coudenhoven
128. Maximilien de Cottreau
129. Louis de Courioules (*)
130. L. Crehain (*)
131. Guillaume de Crahem
132. Henri de Crissignée (*)
133. Jehan de Crissignée
134. C. Croesbeek (*)
135. N.N. Croesbeek (*)
136. Henri Croesinck, seigneur de Benthuizen ( -c1594)
137. N.N. la Croicx
138. Edvaert van Cuelembourg
139. Frans van Cuilembourg
140. Melchior Gerritsz van Cuilembourg ( -c1588)
141. N.N. Cuylenborg
142. Jean de Cuinchy, seigneur de Libersart (1521-1569)
143. C. de Custine
144. Johan van Cuyck
145. Gerard de Cuyghem, dit du Hem
146. N.N. Cyn
147. N.N. Danphrate
148. Jacques Dassa ( -1615)
149. Jean Dassa
150. Jérôme Dassa
151. Achille de Dave, seigneur de Rossigny (Rossegnies)
152. de Delvau
153. Nicolas Dennetier (*)
154. Jehan Deschamps
155. Philippe Despaingne
156. N.N. la Deuse
157. N.N. Desthauberg (*)
158. Wynant Augustynsz van Deventer
159. Dirk van der Does (1518-1573)
160. Johan van der Does dit le Père, seigneur de Noordwijk (1545 – 1604)[19]
161. Sijdt Donia, alias Sixtus van Donia ( -1573) (Frise)
162. Arend van Dorp, seigneur de Maasdam (c1530-1600)[20]
163. Frederik van Dorp (1547-1612) (nl) (*)
164. Guillaume van Dorp (-3 jul 1592)
165. Douwe van Douma
166. Epo van Douma (c1542-1602)
167. Erasme van Douma
168. Foppe van Douma
169. Idzard van Douma, alias Idzardus van Douma
170. Louis Dozembrugge, seigneur de Impde
171. N.N. Duynen (*)
172. Frans van Duyven
173. Arend VII van Duvenvoorde (nl), seigneur de Duvenvoorde (1528-c1598)
174. Dirk Arendsz van Duvenvoirde
175. Gijsbert II van Duvenvoorde, seigneur de Obdam (1540-1580)
176. Jacob van Duvenvoorde, seigneur de Warmond (1509-1577)
177. N.N. Eecke
178. Suffridus Eejenus ( -1568)
179. Jelte Ripperts van Eelsma (1539-1573)
180. Wyger Ripperts van Eelsma
181. Albert d'Egmond, seigneur de Kenenburg (1540-1595)
182. Frederic d'Egmond, seigneur de Merestein (1543-1615)
183. Otto d'Egmond, seigneur de Kenenburg (1515-1586)
184. P. Elderen
185. Botte van Eminga ( -c1573)
186. Hessel van Eminga (c1542-1605)
187. Syd van Eminga, alias Sixtus van Eminga ( -1605)
188. Sjick van Eminga
189. Bartholt Entens van Mentheda (nl) (1539-1580)
190. N.N. d’Enture et Escruber
191. Robert l’Escuyer, seigneur de Bretel (*)
192. N.N. d’Estauberg (Estaubrugge) (*)
193. Jean d’Estourmel, seigneur de Vendeville (*)
194. Marcelis van Eynatten (*)
195. Guilaume ou Jacob van den Eynde
196. Fokke van Eysinga
197. Frans van Eysinga, alias Franciscus van Eysinga
198. Ritske van Eysinga
199. Tjalling van Eysinga
200. N.N. de la Febre
201. Hessel van Feitma
202. Hessel van Feitema
203. Atte van Fernia ( -1569)
204. N.N. Ferru
205. Eustache de Fiennes, seigneur d’Esquerdes
206. Ghillain de Fiennes, seigneur de Lumbres (1508-1577)
207. N.N. baron van Flechy (*)
208. N.N. Floyon (*)
209. Gerrit Florisz, alias Gerard Florentius
210. Sirck Fongers
211. Jean Formault
212. N.N. Fourny
213. Cornelis Fouch
214. N.N. Fresin (*)
215. Govert du Fresnoy, seigneur de Thuin (*)
216. N.N. Froidecourt en Ardennes
217. Edo Gabbema
218. Hartman van Galama (1533-1568)
219. Seerp van Galama (1528 – 1581)
220. Tako van Galama ( -1568)
221. Hartman Gauma (Frise, Akkrum)
222. Watze Gauma (Frise, Akkrum) (*)
223. Nicolas de Gavre (overleden 1589)
224. Edo van Gerbranda (Frise)
225. Frans Gerritsz, alias Franciscus Gerritius
226. W. Ghoir (de Gore, Gorre) (*)
227. Corneille de Ghistelles (c1520-c1570)
228. N.N. de Gleynne
229. Douwe van Glins ( -1573)
230. Harnig van Glins ( -1572)
231. Tjepcke van Goslinga ( -1581)
232. Gerard de Granen
233. N.N., seigneur de la Grange[21] (*)
234. Roelof Graawaert
235. Oene van Grovestins ( -c1583)
236. Wybe van Grovestins ( -1600)
237. N.N. Grute
238. Gualtherus Gruterus ( -c1583) (*)
239. Philippe de Gruut Heere
240. N.N. Gustenie (*)
241. Juan de Gylle
242. Dirck van Haeften, seigneur de Gameren (c1530-c1578)
243. Frans van Haeften ( -1573)
244. Jean van Haeften ( -1568)
245. Pybe van Haerda (1539-1571)  (*)
246. Haring van Haersma ou Harinxma ( -1581)
247. Hartman van Harinxma ( -c1583)
248. C. Haga
249. G. Hamel (Hamal) (*)
250. Nicolas de Hames, roy d'armes de la Toison d'or (ca. 1528 – 1568)[22]
251. Jorryt Hania
252. Leo Hania
253. Otto Hania
254. Adam van Haren
255. Antoine de Haudion, dit Giberchies, seigneur de Ville
256. Wouter de Haudion, seigneur de la Hamaide
257. N.N. du Haupon
258. N.N. la Haye (*)
259. Hessel Haytsma (*)
260. N.N. van Helmont (*)
261. François de Hemmes, alias Franciscus Hemmius
262. Otto Herema ( -1583)
263. Douwe Heringa
264. Edo Heringa
265. Juw (Jouwe) Heringa
266. Laas Heringa
267. Oene Heringa
268. Philippe de Hertaing, seigneur de Marquette (*)
269. Etienne van Hertvelt, seigneur de Kaldenhaven ( -1571)
270. N.N. Hespaigne (*)
271. Homme van Hettinga ( -1574)
272. Tiete van Hettinga ( -c1574)
273. Jacques de Heulle
274. Jean Hinckaert, seigneur d’Ohain ( -1585)
275. Joachim de Hoemmen
276. Wilco Holdinga
277. Jean de Hornes, comte de Baussignies, seigneur de Boxtel (1531-1606)
278. Maximilien de Hornes
279. Douwe van Hottinga
280. Hero van Hottinga ( -1613)
281. Rienck Gerlofsz Hotzema, alias Renicius Gerlacius Hotzema
282. Charles de Houchin, seigneur de Longastre ( -1607)
283. Albert de Huchtenbronch
284. Jan van Huchtenbroek (*)
285. Frans Huyghis, alias François Leonard Hugenius ( -1584)
286. Baerthe van Idsaerda (1528-1603) (*)
287. Alexandre van Ijsselstein, seigneur de Gameren ( -1597)
288. Christoffe van Ijsselstein (1546-1593)
289. Jacob van Ilpendam (décapité en 1568) (*)
290. Jelle Jacobsz
291. Aeltze van Jaersma ( -1574)
292. Baudouin Janssen
293. Tjaerdt van Jellersma, alias Telardus van Jellersma
294. Eco Ysbrandtsz (*)
295. Laes Jongema (c1546-1626)
296. N.N. Knobedorff (Knobeldorf)
297. Henri van der Laen (c1537-1608)
298. Arnould de Landas, seigneur de Péromez (c1523- )
299. Guillaume de Landas, seigneur de Chin (c1521-1586)
300. Jérôme Hermes de Landas, seigneur d’Estrun (c1525- ) (*)
301. N.N. Langerak (*)
302. Antoine de Lannoy, seigneur de Bailleul
303. Christoffe van Leefdael, seigneur de Waalwijk (c1530-1617)
304. Cornelis van de Leu
305. N.N. Lieberrul (Liebercal) (*)
306. Charles de Liévin, seigneur de Famars ( -1592)
307. Hector van Lier (*)
308. Georges de Ligne, comte de Fauquemberghe ( -1579)
309. Gerhard van Loen Thijssoen (*)
310. Robert de Longueval, seigneur de La Tour ( -1603)
311. N.N. de Lonpatte (*)
312. Simon Longobardus
313. Martin Lopes de Villanova (c1534- )
314. N.N. Lucembourk
315. Bernard de Malberg
316. N.N. de Malhey (*)
317. Anthony van Malsen
318. Karel van Malsen, seigneur de Tilburg et Goirle (c1520-1587)
319. Robert van Malsen
320. Charles de Mansfeld, comte de Mansfeld (1543-1596)
321. N.N. Mantats (Mantauts)
322. Lancelot de Marbais, seigneur de Marbais ( -1592)
323. Philippe de Marbais, seigneur de Loverval (1538-décapité en 1568)
324. Charles de Marsenelle, seigneur de Fraine
325. Guillaume II de La Marck, seigneur de Lumey (c1542-1578)
326. Guillaume de la Margelle (*)
327. Jean de Marnix, seigneur de Toulouse-le-Château, dans le comté de Bourgogne (ca 1537-1567)
328. Philippe de Marnix, seigneur de Sainte-Aldegonde (1540-1598)
329. Gisbert van Matenesse, seigneur de Riviere (1537-1598)
330. Doecke Martena (c1530-1605)
331. Guillaume de Maulde, seigneur de Mansart ( -1622)
332. N.N. Mechelen
333. Sippe van Meckama (1531-1599)
334. N.N. de Melli (*)
335. J. Melroye (*)
336. Robert de Melun, marquis de Roubaix (c1550-1585)
337. Meinserius (*)
338. N.N. Mercenelle (*)
339. Philippe van der Meren, seigneur de Zaventem et Sterrebeek (1540-1583)
340. Bernard de Mérode, seigneur de Rummen (1510-1591)
341. Everard de Merode, seigneur de Lavaux-Sainte-Anne ( -1568)
342. Guillaume de Merode, seigneur de Duffel et Muggenberg (c1522-1597)
343. N.N. van Merweden (*)
344. N.N. Merwen (*)
345. Guillaume van Praet van Moerkerken (1503- )
346. Antoine de Mol
347. N.N. Mondricourt
348. Charles de Monfaucon, baron de Flassieu
349. Georges de Monfalcon
350. Georges de Montmorency, seigneur de Noyelle sur l’Escaut (décapité en 1568)
351. Jean de Montigny (nl), seigneur de Villers (décapité en 1568)
352. Georges de Montmorency, seigneur de Croisilles (c1539-1615)
353. Adrien de Montoye
354. Adrien de Morel ( -1590), seigneur de Tangrye
355. N.N. la Movillerie
356. Philippe de Namur, seigneur d’Huy et d’Elzée (1533-1568)
357. Louis de Nassau, comte de Nassau (1538-1574)
358. Henri de Nédonchel (nl), seigneur de Vicoigne et de Hannescamps (1541- décapité en 1568)
359. N.N. Nielvin (*)
360. N.N. Nieveen (Nievem) (*)
361. Adrien van Nispen
362. Charles van der Noot, seigneur de Risoir
363. Gaspard van der Noot, seigneur de Carlo
364. Floris de Nuynhem (Nyenheim)(*)
365. Cornelis de Nijenvode, seigneur de Hillegom (1530-1575)
366. Reinout van Nyeweerdt
367. Anke van Oetsma
368. Cornelis Oem van Wijngaerden (*)
369. Jacob Oem van Wijngaerden, seigneur de Wijngaerden (c1520-1604) (*)
370. Trepke van Oenema
371. Frédéric van Offenhusen (1543-1588)
372. Nicolas de Oixhain, seigneur de Jemeppe (*)
373. Hessel van Oosthem (c1530-)
374. N. van Opdam (*)
375. Agge van Osinga (Frise)  (-avant 1589)
376. Jacob van Oyenbruggen, seigneur de Bethon (*)
377. Jan Paets van Zanthorst
378. Carselis van Pallandt, seigneur de Ruif
379. Floris de Pallandt, comte de Culembourg (1539-1598)
380. Firmin Peltier
381. N.N. de Per (*)
382. N.N. Perinelle
383. Michel du Phoul
384. Jelis Pieck, seigneur de Enspiek ( -1589)
385. N.N. Piepenbasse
386. Pierre Pietense
387. Gaspard van Poelgeest, seigneur de Koudekerk ( -1597)
388. Gerrit van Poelgeest, seigneur de Hoogmade (1545-1614)
389. Otto van Poelgeest
390. François de Pypenpoy
391. Guillaume Quarre
392. N.N. Quarrevaulck (Quatrevaulx)
393. Herbert van Raep Horst ( -c1568)
394. J. Ravesteyn
395. Philippe de Recours, baron de Licques[23]
396. Johan Reinaut
397. Gerrit de Renesse (1509-1568)
398. Johan de Renesse
399. Jan de Renesse (1538-1568)
400. René de Renesse, baron d'Elderen ( -1627)
401. Charles de Revel, seigneur d’Audregnies
402. Arend van Reynsteyn
403. Jeldt Riddersma
404. Guillaume de Rifflart, seigneur d'Ittre,  Thibermont, Tongres Saint-Martin,  Baudeumont, Jeusaine, Rosée et Esceuves,  prisonnier des huguenots, fut emmené en 1579 en France où il mourut en 1582  pour refus d'abjurer sa religion catholique[24].
405. Tzomme Rollema
406. Charles Roorda (c1530-1601)
407. Popke Roorda
408. Schelto van Roorda
409. N.N. Rosenboo (Jacques de Rosimbos?) (*)
410. Guillaume de Rysenborgh (Risbrough)
411. Engelbert “Raugrave” de Salme, seigneur de Hermalle et d’Emprinne ( -1592)
412. Ptolomeo Salvarika
413. Nicolas de Sapongne
414. Jean de Sauvage, seigneur d’Escobèques et de Ligny ( -1577)
415. N.N. Scaran
416. Menno Scheltema ( -1579)
417. Sippe Scheltema
418. Sybeth Scheltema
419. George de Schoonhove, Waveren (*)
420. Philippe de Schoonhoven
421. Jean de Schoere, seigneur de Marchove et Rostuyne
422. Gabbe Selsma
423. Martin T’Serclaes, seigneur de Tilly (1525-1597)
424. Wenseslaus T'Serclaes
425. Jacques de Solliguren, seigneur de Pouru
426. Simon Jansse Sleeper
427. Alexander de Soete van Laecke (*)
428. Joost de Soete, seigneur de Villers (1541-1589) (*)
429. Filips de Soete, seigneur de Haultain ( -1585) (*)
430. Willem van Sonnenberch (*)
431. Evert Soudenbalch (*)
432. Diederik Sonoy (1529-1597)
433. Josse Snoy (ca1512-1584)
434. Philips van (der) Spangen, seigneur de Spangen (1538-1578)
435. Guillaume de Beaufort-Spontin, seigneur de Freyr ( -1585)
436. S. Steenbos
437. N.N. Sterk
438. Reynier de Sultz
439. Adrien van Swieten, seigneur de Swieten (1532-1584)
440. Sybren Sybrensz, alias Sibrand Sibrandius
441. Jan Symonsz, alias Joannes Simonius ( -1569)
442. Leo Symonsz
443. Wyger van Sytsma (*)
444. Alle Teijes, alias Allaeus Teiesius (*)
445. Sander (Alex?)van Tellicht
446. Claude de Thieusieu, seigneur de Belmont
447. Thomas van Tielt, abbé de saint-Bernard (c1534-1590)
448. Eebe Tinckes
449. Schelte van Tjaerda
450. Alexander Torck (Alen. Turck ou Tock?)
451. Lubbert Torck, seigneur de Hemert (1550-1586)
452. N.N. la Tour (*)
453. Ponthus de la Tramerie, seigneur de Hertaing
454. Robert de la Tramerie, seigneur de la Tramerye – 1612)
455. Philippe Triest, Gand (décapité en 1568)
456. Charles de Trillo
457. Jérôme Tseraerts (c1540-1573)
458. Aucke van Unia ( -c1578)
459. Hoyte van Unia, alias Horatius van Unia
460. Antoine van Utenhove
461. Simon van Utenhove
462. Maximiliaan Uuyterlimmighe (*)
463. Bartholomeo della Valle
464. Tarquinius Vallesius (Tjerk Waldes)
465. J. Varick
466. J. Verdusse
467. N.N. Vernenburg (*)
468. Jeppe Verielsma (*)
469. Syurdt Vrieltsema
470. Anthony de Vicq, seigneur de Noosthoven (*)
471. N.N. comte de Vrede (*)
472. N.N. Waardenborg (Warenburg) (*)
473. Adrien de Wael, seigneur de Vronesteyn (1520-1568)
474. Adrien de Waldecker, seigneur de Mittendal et Mercy
475. N.N. de Wasbeq (*)
476. Jean de Wazemmes, seigneur de Haultmez (*)
477. N.N. van Welle
478. Willem van de Werve (*)
479. Dirck Willemsz
480. W. Wilts
481. Philippe van Wingelen (décapité en 1568)
482. Doytze Wingia
483. François de Wolbock
484. Berend Uten Eng, seigneur de den Eng (*)
485. J. Wulp (Wulpa) (*)
486. Nicolaas van Zandyk
487. Evert van Zanten
488. Assuerus van Zantwijck (*)
489. Ghilain Zegers, van Wassenhoven (-1564)
490. Jean Zegers, van Wassenhoven
491. Etienne van Zuylen van de Haer (c1540- )
492. Willem van Zuylen van Nijevelt, seigneur de Bergambacht (1538-1608)